# قاعده جمع
قاعده جمع در حسابان، روش پیدا کردن مشتق یک تابع است که آن تابع، از مجموع دو یا چند تابع دیگر حاصل شده باشد.
اگر تابعی از مجموع دو تابع u و v حاصل شده باشد آنگاه داریم:
{\displaystyle {\frac {d}{dx}}(u+v)={\frac {du}{dx}}+{\frac {dv}{dx}}}
اگر تابعی از مجموع چند تابع حاصل شده باشد آنگاه داریم:
{\displaystyle {\frac {d}{dx}}(u+v+w+\dots )={\frac {du}{dx}}+{\frac {dv}{dx}}+{\frac {dw}{dx}}+\cdots }

## اثبات

### اثبات ساده
اگر تابع (h(x) = f(x) + g(x را در نظر بگیریم و فرض کنیم که f و g در هر نقطه‌ای مانند x مشتق پذیر هستند. آنگاه باید ثابت کرد که تابع h در x مشتق‌پذیر است و مشتق آن تابعی مانند (h'(x می‌باشد که از (f'(x)+g'(x حاصل شده‌است.
{\displaystyle h'(x)=\lim _{a\to 0}{\frac {h(x+a)-h(x)}{a}}}
{\displaystyle =\lim _{a\to 0}{\frac {[f(x+a)+g(x+a)]-[f(x)+g(x)]}{a}}}
{\displaystyle =\lim _{a\to 0}{\frac {f(x+a)-f(x)+g(x+a)-g(x)}{a}}}
{\displaystyle =\lim _{a\to 0}{\frac {f(x+a)-f(x)}{a}}+\lim _{a\to 0}{\frac {g(x+a)-g(x)}{a}}}
{\displaystyle =f'(x)+g'(x)}

### اثبات پیچیده‌تر
اگر تابع y از مجموع دو تابع u و v حاصل شده باشد:
{\displaystyle y=u+v\,}
اگر y, u و v با اندک افزایش Δy, Δu و Δv، افزایش یابند آنگاه به ترتیب داریم:
{\displaystyle y+\Delta {y}=(u+\Delta {u})+(v+\Delta {v})=u+v+\Delta {u}+\Delta {v}=y+\Delta {u}+\Delta {v}.\,}
بنابراین:
{\displaystyle \Delta {y}=\Delta {u}+\Delta {v}.\,}
و حالا با تقسیم Δx بر دو طرف معادله داریم:
{\displaystyle {\frac {\Delta {y}}{\Delta {x}}}={\frac {\Delta {u}}{\Delta {x}}}+{\frac {\Delta {v}}{\Delta {x}}}.}
و اگر Δx به ۰ میل کند:
{\displaystyle {\frac {dy}{dx}}={\frac {du}{dx}}+{\frac {dv}{dx}}.}
با در نظرف گرفتن y = u + v , مشتق جمع می‌دهد:
{\displaystyle {\frac {d}{dx}}\left(u+v\right)={\frac {du}{dx}}+{\frac {dv}{dx}}.}
می‌توان روش را برای تفریق نیز بسط داد:
{\displaystyle {\frac {d}{dx}}\left(u-v\right)={\frac {d}{dx}}\left(u+(-v)\right)={\frac {du}{dx}}+{\frac {d}{dx}}\left(-v\right).}
و با لحاظ کردن ضریب k=−۱ داریم:
{\displaystyle {\frac {d}{dx}}\left(u-v\right)={\frac {du}{dx}}+\left(-{\frac {dv}{dx}}\right)={\frac {du}{dx}}-{\frac {dv}{dx}}.}
بنابراین قانون برای جمع و تفریق این‌گونه تعریف می‌شود:
{\displaystyle {\frac {d}{dx}}\left(u\pm v\right)={\frac {du}{dx}}\pm {\frac {dv}{dx}}.}